# Rhipidia cassandra
Rhipidia cassandra är en tvåvingeart som först beskrevs av Alexander 1945.  Rhipidia cassandra ingår i släktet Rhipidia och familjen småharkrankar. Inga underarter finns listade i Catalogue of Life.